# Passenans
Passenans – miejscowość i gmina we Francji, w regionie Burgundia-Franche-Comté, w departamencie Jura.
Według danych na rok 1990 gminę zamieszkiwało 281 osób, a gęstość zaludnienia wynosiła 57 osób/km² (wśród 1786 gmin Franche-Comté Passenans plasuje się na 472. miejscu pod względem liczby ludności, natomiast pod względem powierzchni na miejscu 809.).